# Frontière entre la Nouvelle-Zélande et les Tonga
La frontière entre la Nouvelle-Zélande et les Tonga est intégralement maritime et est située dans l'océan Pacifique. Elle concerne notamment Niue, pays qui a conclu un accord de libre association avec la Nouvelle-Zélande.
Il n'y a actuellement aucun traité fixant la frontière bien qu'un premier échange a pu voir le jour entre les deux Premiers ministres Dalton Tagelagi et Siaosi Sovaleni en marge du 51e sommet du Forum des îles du Pacifique en juillet 2022.
Les six îles tongiennes sont impliquées dans la fixation d'une ligne d'équidistance avec l'île isolée de Niue :
- Niuatoputapu
- Vava'u
- Hakaufussi Cay, Haʻano
- Otu Tolu
- ʻEua

La ligne d'équidistance est constituée de six segments dont la longueur varie de 15 NM à 121 NM. La ligne mesure 331 MN  et rejoint une jonction dans le nord avec l'intersection des zones revendiquées vers les ZEE 200 NM de large.
Le tripoint nord est situé aux environs de 16° 50′ 00″ S, 171° 20′ 00″ O et implique Tutuila aux Samoa américaines; l'intersection des ZEE est située près de 22° 09′ 00″ S, 171° 27′ 00″ O.